# Naqia
Naqia war der nordwestsemitische Name (assyrisch Zakutu; * um 730 v. Chr.; † etwa 668 v. Chr.) der Gemahlin des assyrischen Königs Sanherib, den sie vor 712 v. Chr. heiratete. Ihr Name bedeutet assyrisch wie semitisch die Reine/Reinheit. Sie war eine Schwiegertochter Sargons, Mutter des Asarhaddon und Großmutter des Assurbanipal. Ihre Abstammung ist nicht geklärt, da aus den Quellen nicht hervorgeht, ob sie ursprünglich in Chor oder Babylonien beheimatet war.
Naqia bekleidete den Rang einer Palastfrau (MUNUS.E.GAL: Frau des großen Hauses). Dass im Jahr 683 v. Chr. ihr Sohn Asarhaddon zum Thronfolger ernannt wurde, hatte er möglicherweise Naqias Einfluss zu verdanken, da der ältere Halbbruder Arda-Mulissu übergangen wurde. Asarhaddons Interessen, der sich während der Ermordung Sanheribs im Exil aufhielt, vertrat Naqia nachdrücklich vor der Priesterschaft. Im Anschluss an Asahaddons Thronbesteigung ließ sie für ihn einen Palast in Ninive erbauen.
Asarhaddons Erkrankung nahm Naqia zum Anlass, vermehrt Orakelanfragen durchzuführen. Insbesondere während der Regierungszeit ihres Sohnes steigerte sich ihr Machteinfluss und Ansehen. So wurde beispielsweise ihr Reichtum mit dem von Adapa verglichen. Eine teilweise vermutete Statthalterschaft Babyloniens hatte Naqia jedoch nicht inne.
Als im Jahr 669 v. Chr. ihr Enkel Assurbanipal auf den Thron gelangte, war Naqia auf dem Höhepunkt ihrer Macht angekommen. Ihr Name erschien in der Anfangszeit der Regierung des Assurbanipal an erster Stelle, während Assurbanipals Name stets hinter ihrem genannt wurde. Sie ließ in dieser Funktion die finanzstarken Familien Assyriens einen Treueeid auf Assurbanipal schwören. Wohl kurze Zeit später verstarb Naqia, da keine weiteren Nachrichten von ihr in den Folgejahren belegt sind.